# Julbo
Julbo est une marque de lunettes de sport fondée en 1888 à Morez dans le Jura. L'entreprise a pris le nom de Julbo en 1954. 

## Histoire
La société lunetière créée en 1888 par Sévère Bourgeois a commencé son activité en fabriquant des lunettes de protection pour les tailleurs de pierres. Achetée par Jules Baud, elle devient ensuite la S.A.R.L. Les Fils de Jules Baud. Vendue en 1943 à André Chaffongean et Chevalier, elle débute dans les années 1950 la fabrication des lunettes solaires. La marque Julbo se spécialise ensuite dans la fabrication de lunettes de glacier. Elle a occupé divers locaux à Morez (130 et 205 rue de la République, rue Victor Poupin) avant d'être transférée à Longchaumois, à la suite de son rachat par René Beaud en 1979. La société est désormais dirigée par les fils de ce dernier, Christophe pour la gestion et Matthieu pour la production.
Depuis 2015, l'entreprise possède un laboratoire RX sur son site de Longchaumois.
Le groupe revendique en 2018 : 31 millions d'euros de chiffre d'affaires et 240 collaborateurs.
En juillet 2022, Peugeot Frères Industrie annonce le rachat du lunetier.

## Informations commerciales
La création, le design, les moules, la fabrication des verres à la vue, le marketing et la stratégie commerciale sont traités dans ses locaux. La marque dispose d'une filiale aux États-Unis, dans le Vermont. 
L'entreprise cible de plus en plus des consommatrices.
En 2016, Julbo rachète la marque Solar,.